# Venterrogoz
Venterrogoz (románul Rogoz) falu Romániában, Bihar megyében.

## Fekvése
Bihar megyében, a Király-erdő alatt, a Topa-patak jobb oldalán, Szombatságtól délnyugatra fekvő település.

## Története
Venterrogoz földesura a nagyváradi görögkatolikus püspökség volt, mely még az 1900-as évek elején is a település birtokosa volt.
Bihar vármegye monográfiája a 20. század elején így írt a községről: „…Venter tőszomszédságában fekvő kisközség, gör. kath. vallású oláh lakosokkal. Házainak száma 87, lakosaié 485. Postája Venter, távírója és vasúti állomása Szombatság-Rogoz…”
A település a trianoni békeszerződés előtt Bihar vármegye Magyarcsékei járásához tartozott.

## Nevezetességek
- Görögkeleti temploma 1866-ban épült.